# Sarah Kirchberger
Sarah Katharina Kirchberger (* 1975) ist eine finnisch-deutsche Sinologin und Hochschullehrerin. Sie ist seit Juli 2023 akademische Direktorin und Abteilungsleiterin für strategische Entwicklung in Asien-Pazifik am Institut für Sicherheitspolitik der Christian-Albrechts-Universität zu Kiel.

## Leben und Wirken
Sarah Kirchberger studierte 1994–1999 Sinologie, Politikwissenschaft sowie Vor- und Frühgeschichte in Hamburg mit einem Studienaufenthalt in Taipeih.
Ihre akademische Laufbahn begann sie als wissenschaftliche Mitarbeiterin im Bereich Politik Ostasiens an der Universität Trier von 2000 bis 2002. Im Jahr 2003 wurde sie an der Universität Hamburg im Fach Sinologie, mit dem Schwerpunkt auf Staat und Gesellschaft, zum Dr. phil. promoviert. Es folgte eine dreijährige Tätigkeit als Gastdozentin und freie Forscherin am Asien-Afrika-Institut der Universität Hamburg von 2004 bis 2007.
Von 2007 bis 2010 war Kirchberger als Analystin in der Stabsabteilung Marketing bei Blohm + Voss GmbH tätig.
Mit der Berufung zur Juniorprofessorin für das Gegenwärtige China kehrte sie 2010 an das Asien-Afrika-Institut der Universität Hamburg zurück, wo sie bis 2016 lehrte und forschte. In den Jahren 2016 bis 2018 bekleidete sie die Position als Senior Research Associate im Bereich internationale politische Ökonomie Ostasiens an der Universität Bochum. Seit 2017 leitete Kirchberger die Abteilung Strategische Entwicklung in Asien-Pazifik am Institut für Sicherheitspolitik an der Christian-Albrechts-Universität zu Kiel. Im Juli 2023 wurde sie zu dessen akademischer Direktorin ernannt.
Zusätzlich zu ihrer wissenschaftlichen Tätigkeit in Kiel übernahm Kirchberger 2020 die Position der Vizepräsidentin beim Deutschen Maritimen Institut. 2020 war Kirchberger auch Visiting Fellow und Fellow am European Institute for Chinese Studies in Paris, Frankreich tätig. Seit 2021 ist sie Nonresident Senior Fellow am Scowcroft Center for Strategy and Security des Atlantic Council. Am 13. April 2023 sagte sie vor der United States–China Economic and Security Review Commission aus.
Zu Kirchbergers Forschungsschwerpunktes gehören der transatlantische Umgang mit Chinas Aufstieg, die Entwicklung der Volksbefreiungsarmee, der Taiwan-Konflikt und weitere Inselkonflikte in Ost- und Südostasien sowie transnationale Rüstungskooperationen in Asien-Pazifik.
Sarah Kirchberger verfügt über die doppelte Staatsbürgerschaft Deutschlands und Finnlands und beherrscht Deutsch, Englisch, Mandarin-Chinesisch und Finnisch. Sie ist Mitglied im Clausewitz Netzwerk für strategische Studien.

## Publikationen (Auswahl)
- Sarah Kirchberger, Svenja Sinjen, Nils Wörmer (Hrsg.): Russia-China Relations. Emerging Alliance or Eternal Rivals? Springer, Cham 2022, ISBN 978-3-03097011-6, doi:10.1007/978-3-030-97012-3 (englisch).
- Sarah Kirchberger: Assessing China's naval power: technological innovation, economic constraints, and strategic implications. Springer, Berlin 2015, ISBN 978-3-662-47126-5 (englisch).
- Sarah Kirchberger: Informelle Regeln der Politik in China und Taiwan. Kovač, Hamburg 2004, ISBN 978-3-8300-1374-7.